# Strażnica WOP Olszyna

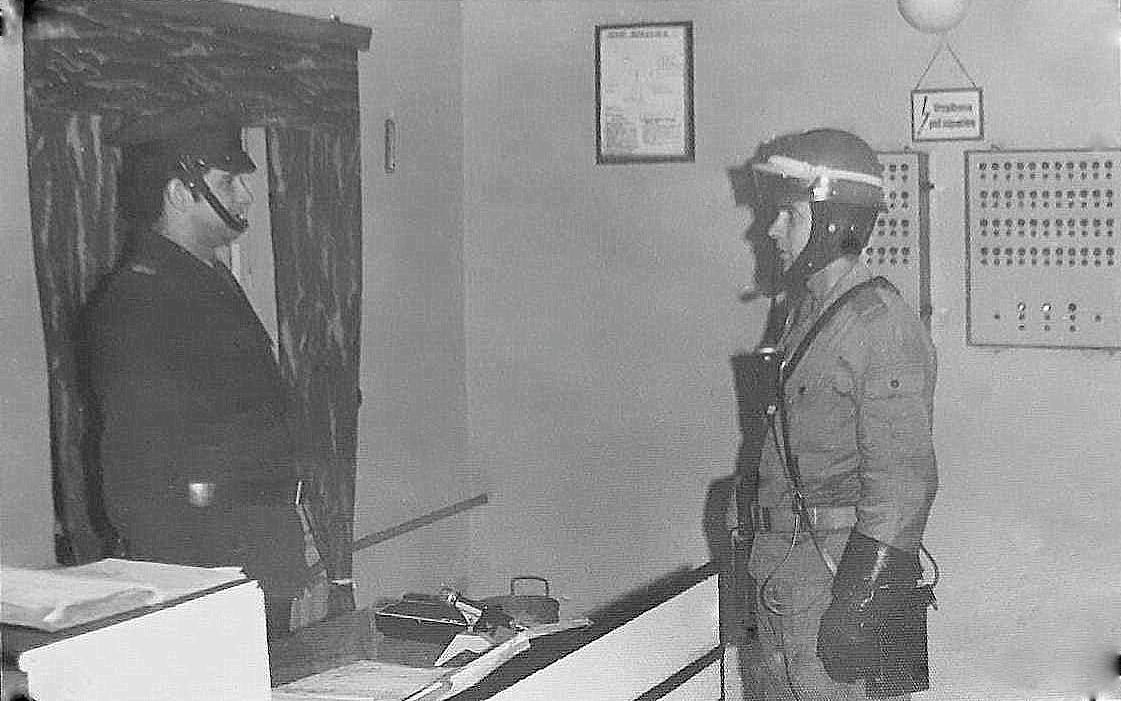
Odprawa elementu do służby granicznej (1976)

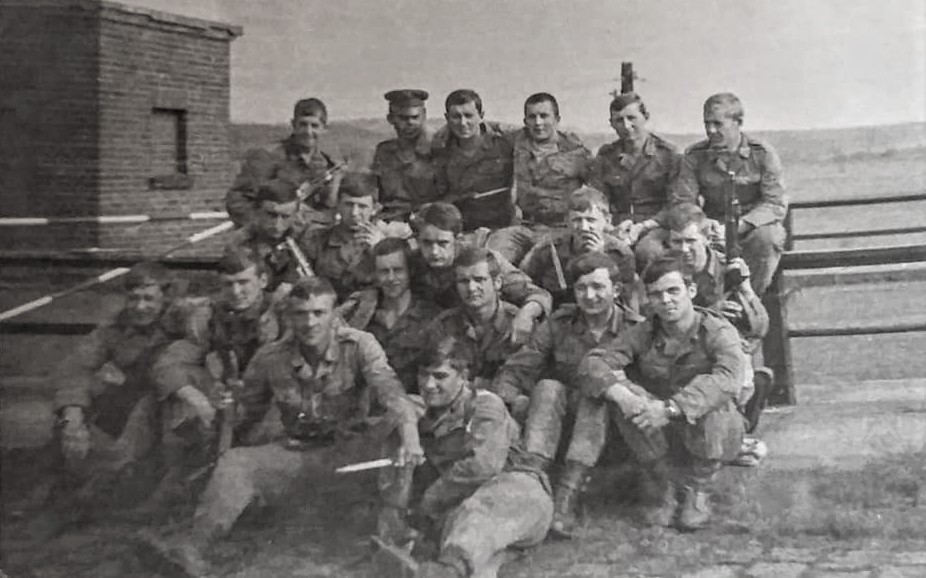
Załoga strażnicy na moście granicznym (1969)

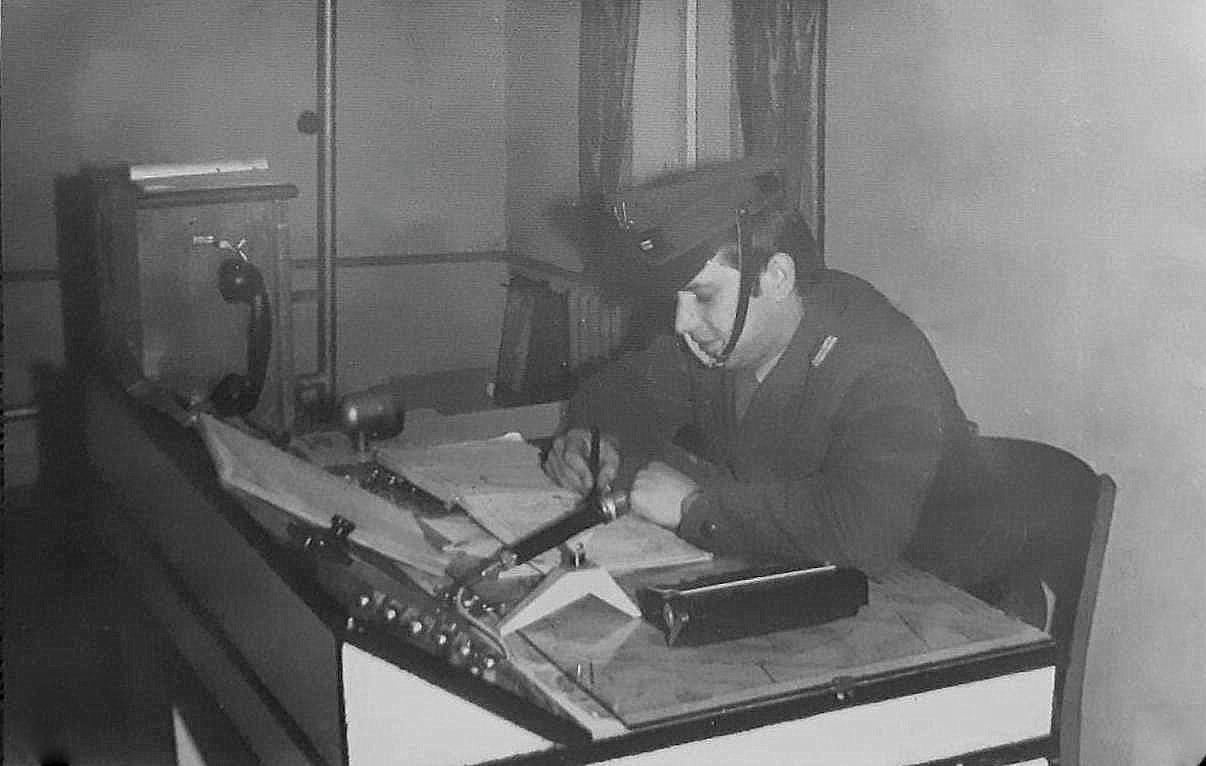
Dyżurny-operacyjny strażnicy (1976)

Strażnica Wojsk Ochrony Pogranicza Olszyna/Bukowina – nieistniejący obecnie podstawowy pododdział Wojsk Ochrony Pogranicza pełniący służbę graniczną na granicy z Niemiecką Republiką Demokratyczną i Republiką Federalną Niemiec.

Strażnica Straży Granicznej w Olszynie – nieistniejąca obecnie graniczna jednostka organizacyjna Straży Granicznej realizująca zadania bezpośrednio w ochronie granicy państwowej z Republiką Federalną Niemiec.

## Formowanie i zmiany organizacyjne
Strażnica została sformowana w 1945 w strukturze 5 komendy odcinka Tuplice jako 24 strażnica WOP (Brlenholtz). Kierownictwo strażnicy stanowili: komendant strażnicy, zastępca komendanta do spraw polityczno-wychowawczych i zastępca do spraw zwiadu. Strażnica składała się z dwóch drużyn strzeleckich, drużyny fizylierów, drużyny łączności i gospodarczej. Etat przewidywał także instruktora do tresury psów służbowych oraz instruktora sanitarnego.
27 października 1946 została przeniesiona z Olszyny do Trzebiela. W 1947 została przeformowania na strażnicę I kategorii – 55 wojskowych. 
W związku z reorganizacją oddziałów WOP 24 kwietnia 1948, 24 strażnica OP Bukowina została włączona w struktury 30 batalionu Ochrony Pogranicza w Tuplicach, a 1 stycznia 1951 91 batalionu WOP w Tuplicach.
Od 15 marca 1954 wprowadzono nową numerację strażnic, a strażnica WOP Bukowina I kategorii otrzymała nr 32 w skali kraju. 
W 1956 rozpoczęto numerowanie strażnic na poziomie brygady. Strażnica specjalna WOP Olszyna była 5. w 9 Brygadzie Wojsk Ochrony Pogranicza.
W 1960 funkcjonowała jako 17 strażnica WOP Olszyna I kategorii w strukturach 91 batalionu WOP, a 1 stycznia 1964 jako 16 strażnica WOP lądowa I kategorii Olszyna. Natomiast w marcu 1968 była jako Strażnica Techniczna WOP nr 14 Olszyna typu I w strukturach ww. batalionu.
W 1976 Wojska Ochrony Pogranicza przeszły na dwuszczeblowy system zarządzania. Strażnicę podporządkowano bezpośrednio pod sztab Lubuskiej Brygady WOP w Krośnie Odrzańskim, a w 1984 utworzonego batalionu granicznego WOP Gubin jako strażnica WOP Olszyna kategorii I. Po rozformowaniu Lubuskiej Brygady WOP, 1 listopada 1989 strażnica została włączona w struktury Łużyckiej Brygady WOP w Lubaniu Śląskim i tak funkcjonowała do 15 maja 1991 .
Straż Graniczna:

Po rozwiązaniu 15 maja 1991 Wojsk Ochrony Pogranicza, 16 maja 1991 strażnica w Olszynie weszła w podporządkowanie Lubuskiego Oddziału Straży Granicznej i przyjęła nazwę Strażnica Straży Granicznej w Olszynie.
W 1998 zarządzeniem Komendanta Głównego Straży Granicznej, strażnica SG w Olszynie została zniesiona. Na bazie sił i środków po zniesionej strażnicy w Olszynie, w strukturach Lubuskiego Oddziału Straży Granicznej została powołana Strażnica Straży Granicznej w Tuplicach z miejscem dyslokacji w Tuplicach.

## Ochrona granicy
W 1960 17 strażnica WOP Olszyna I kategorii ochraniała odcinek granicy państwowej o długości 8 800 m:
- Od znaku granicznego nr 320 do znaku gran. nr 336.

W 1974 na odcinku strażnicy zostało uruchomione drogowe przejście graniczne, w którym odprawę graniczną osób, towarów, i środków transportu, wykonywała załoga utworzonej Granicznej Placówki Kontrolnej Olszyna (GPK Olszyna):
- Olszyna-Forst.

## Wydarzenia
- 13 grudnia 1981–22 lipca 1983 – (Stan Wojenny w Polsce), normę służby granicznej dla żołnierzy podwyższono z 8 do 12 godzin na dobę. Ścisłą kontrolą objęto całą strefę nadgraniczną. W stan gotowości były postawione pododdziały odwodowe[15].

## Strażnice sąsiednie
- 23 strażnica WOP Żarki ⇔ 25 strażnica WOP Zasieki – 1946
- 23 strażnica OP Żarki Wielkie ⇔ 25 strażnica OP Zasieki – 1949
- strażnica OP Żarki Wielkie nr 23 ⇔ strażnica OP Rokita nr 25a – 18.01.1950
- 4 strażnica WOP Żarki Wielkie ⇔ 6 strażnica WOP Rokita – 1957
- 18 strażnica WOP II kat. Żarki Wielkie ⇔ 16 strażnica WOP II kat. Rokita – 1960
- 17 strażnica WOP lądowa II kat. Żarki Wielkie ⇔ 15 strażnica WOP lądowa II kat. Rokita – 01.01.1964.
- strażnica lądowa WOP nr 15 Żarki typ II ⇔ strażnica techniczna WOP nr 13 Zasieki typ I – 01.07.1967
- strażnica WOP Łęknica lądowa kat. I ⇔ strażnica WOP Zasieki lądowa kat I – 1984.

Straż Graniczna:
- strażnica SG w Łęknicy ⇔ strażnica SG w Zasiekach – 16.05.1991.

## Dowódcy strażnicy
- ppor. Czesław Jaworski (był 10.1946)[f]
- ppor. Piotr Kocybała (był w latach 1948–1949)[17]
- ppor. Władysław Szczepański (był w 1951)
- por. Józef Orłowski (1952–1956)
- por. Eugeniusz Zwierz (1956–1957)
- por. Czesław Fabiszewski (1957–1959)
- kpt. Eugeniusz Saputa (1958–był w 1964)
- por. Zdzisław Biniaszczyk (1967–1969)
- kpt. Jan Rabczyński (15.02.1969–był w 1977)

- ppor. Marek Walczak (1982–1984)
- por. Adam Mieszkało (1984–1986)
- ppor. Leszek Chosiński (1986–1987)
- por. Tadeusz Rawski (od 1987)

Poniżej wykaz dowódców strażnicy podano za Józef Ostrowski: Lubuska Brygada Wojsk Ochrony Pogranicza 1945–1989. Ludzie – wydarzenia. s. 18.
- kpt. J. Rebeżyński
- kpt. Eugeniusz Caputa
- por. J. Rawski
- por. Rabczyński.